# لندندري (نيوهامشير)
لندندري (بالإنجليزية: Londonderry, New Hampshire)‏ هي بلدة أمريكية تقع في الولايات المتحدة في Rockingham County. يقدر عدد سكانها بـ 24,129 نسمة ومساحتها 108.6 كم2 وترتفع عن سطح البحر 128 متر.

## المدن التوأمة
مدينة فولوغدا هي مدينة توأمة لـلندندري (نيوهامشير).

## معرض صور

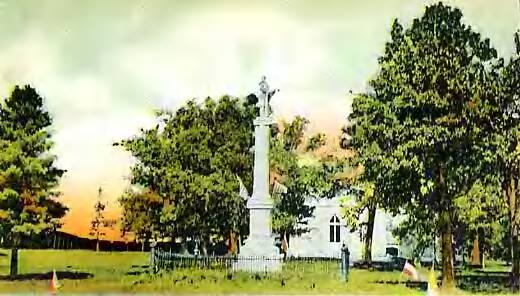
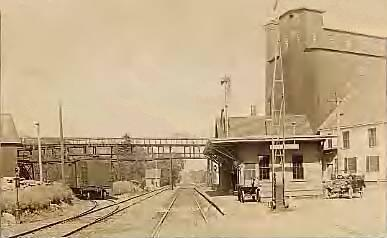
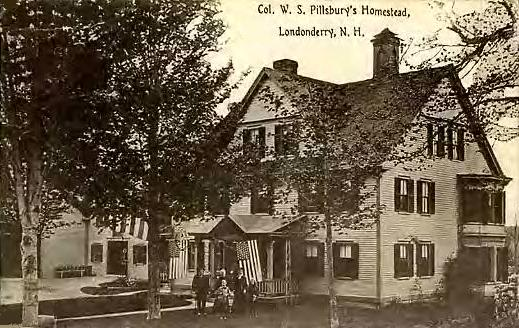

## أعلام
- ويليام باترسون
- جون بيل
- صموئيل بيل
- رودي كيلينغ
- كيفن هنت
- ريان غريفين
- يان أوكونور